# わたしのSEX白書 絶頂度
『わたしのSEX白書 絶頂度』（わたしのセックスはくしょ ぜっちょうど）は、1976年の日本の映画。
監督は曾根中生、脚本は白鳥あかね、主演は三井マリア。

## あらすじ
看護婦のあけみ（三井マリア）は、医師の丹野（浜口竜哉）に言い寄られているが、大石（花上晃）と婚約していた。ある日、ヤクザの隼人（益富信孝）に売春の仕事を紹介された彼女は、病院を去る。
あけみと同居しているキヨシ（村国守平）は、入院中の雅美（神坂ゆずる）の性処理を看護婦（梓ようこ）に行わせようとするが、そのことをきっかけに雅美は命を落とす。キヨシは、あけみに別れを告げて、家を出て行く。
次々と客を取っていたあけみは、ついに隼人と結ばれる。そこに、隼人の恋人でストリッパーのリリィ（芹明香）が帰ってくる。やがて3人は1つのベッドで愛し合う。

## キャスト
- 三井マリア：あけみ
- 芹明香：リリィ
- 桑山正一：城山
- 村国守平：キヨシ
- 益富信孝：隼人
- 花上晃：大石
- 五條博：セールスマン
- 梓ようこ：看護婦
- 浜口竜哉：丹野
- 神坂ゆずる：雅美
- 伊豆見英輔：痴漢
- 影山英俊：入江
- コスモス・ファクトリー：バンド

## 評価
青山真治は本作をオールタイムベスト10の一本に挙げている。